# Valpolicella Superiore
Valpolicella Superiore er en rødvin, skabt af tre druesorter, Corvina, Molinara og Rondinella fra Venetoregionen. Den er skabt med mindst et års lagering og skal være på minimum 12 % alkohol.
| Vin og vindruer | Spire Denne artikel om vin eller vindruer er en spire som bør udbygges. Du er velkommen til at hjælpe Wikipedia ved at udvide den. |